# Olímpio Cruz
Olímpio Cruz (Barra do Corda, 20 de outubro de 1909 — Brasília, 11 de junho de 1996) foi indigenista, escritor, poeta e sertanista brasileiro.

## Carreira
Olímpio Cruz nasceu em Barra do Corda (MA), em 20 de outubro de 1909, e faleceu em Brasília, no dia 11 de junho de 1996.
Poeta, escritor e sertanista, é autor de vários livros de poesia, tendo escrito ainda o romance "Cauiré Imana, o cacique rebelde", que inspirou um documentário de televisão sobre o que a mídia convencionou chamar de “O massacre de Alto Alegre”, ocorrido em 1901, quando índios promoveram um levante contra uma missão de frades capuchinhos.
O poeta dedicou grande parte de sua vida à causa indígena, tendo vivido 37 anos entre os índios Kanela, Krahô, Timbira, Guajajara, Krikati e Gavião, trabalhando no hoje extinto Serviço de Proteção aos Índios (SPI), órgão fundado pelo Marechal Cândido Rondon ainda nos anos 1940 e substituído em 1967 pela Fundação Nacional do Índio (Funai).
Por conta de seu trabalho como indigenista, após sua aposentadoria, foi agraciado nos anos 1980 pelo governo brasileiro com a Medalha Nacional do Mérito Indigenista, na categoria Pacificador. É o único maranhense detentor dessa condecoração, honraria até então concedida aos irmãos Cláudio e Orlando Villas-Boas. Seu trabalho rendeu estudos antropológicos, inclusive de cientistas e acadêmicos de universidades brasileiras e dos Estados Unidos, como do Instituto Smithsonian. 
Olímpio Cruz foi membro da Academia de Letras de Brasília, da Academia Maranhense de Trovas e da Academia Barra-Cordense de Letras.
O sertanista participou ainda de várias edições do "Anuário dos Poetas do Brasil", organizadas e editadas, no Rio de Janeiro, pelo poeta Aparício Fernandes. 
Ao falecer, o autor deixou, inéditos, os livros "Cinzas do Tempo", sonetos, e "Relatório Sertanejo, Barra do Corda no Cordel de Olímpio Cruz", poesia popular, concluído por volta da década de 1970, publicado em 2009 e reeditado em 2015. 

## Obras
- Puturã (poesia). São Luís: SPI, 1946. Reeditado por Olímpio Cruz Neto em 2017.
- Canção do abandono (poesia). São Luís: Tip. M. Silva, 1953 (patrocínio da Prefeitura Municipal de Barra do Corda). Reeditado por Jomar Moraes em 2010 e Olímpio Cruz Neto em 2017.
- Trovas brancas. São Luís: SECMA, 1971. Reeditado por Olímpio Cruz Neto em 2019.
- Vocabulário de quatro dialetos indígenas do Maranhão (pesquisa). São Luís: Departamento de Cultura / SECMA, 1972. Reeditado por Olímpio Cruz Neto em 2019.
- Retalhos de versos. Rio de Janeiro: Folha Carioca Editora, 1975 (edição de Aparício Fernandes).
- Cantigas de outono (poesia). Rio de Janeiro: Folha Carioca Editora, 1976 (edição de Aparício Fernandes).
- Rimas e flores. Rio de Janeiro: Folha Carioca Editora, 1977 (edição de Aparício Fernandes).
- Clamor da selva (poesia). Brasília: Editora Thesaurus, 1978. Reeditado por Olímpio Cruz Neto em 2015.
- Lendas indígenas (pesquisa). com Maria de Lourdes Reis. Brasília: Editora Thesaurus, 1981). Traduzido para o inglês pelo antropólogo William Crocker.
- Cauiré Imana, o cacique rebelde (romance). Brasília: Editora Thesaurus, 1982. Reeditado por Olímpio Cruz Neto em 2017.
- Cinzas do tempo (sonetos selecionados). Edição mimeografada.
- Relatório sertanejo - Barra do Corda no cordel de Olímpio Cruz. Brasília / Barra do Corda: Academia Barra-Cordense de Letras. 2009. (edição póstuma).